# Championnats d'Europe de tennis de table 1978
Navigation
Édition précédente Édition suivante
Les championnats d'Europe de tennis de table 1978, onzième édition des championnats d'Europe de tennis de table, ont lieu du 10 au 19 mars 1978 à Duisbourg, en Allemagne de l'Ouest.
Ils sont dominés par l'équipe de Hongrie, avec la victoire de Gábor Gergely en simple, en double et par équipes messieurs, ainsi que par équipes dames.